# Theophil Magdzinski

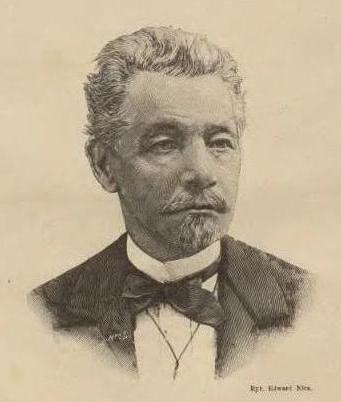
Theophil Magdzinski

Theophil Magdzinski (polnisch Teofil Magdziński) (* 13. Oktober 1818 in Samter; † 4. Februar 1889 in Bromberg) war ein führender Politiker der polnischen Minderheit in Preußen und dem Deutschen Kaiserreich.

## Leben
Theophil Magdzinski besuchte das Gymnasium in Posen und studierte danach in Breslau, Berlin und Leipzig Rechts- und Staatswissenschaften. Anschließend trat er als Referendar in den preußischen Justizdienst ein. Im Jahr 1846 war er am polnischen Aufstand beteiligt. Nach dem Ausscheiden aus dem Staatsdienst unternahm er bis 1849 ausgedehnte Reisen nach Frankreich, Österreich, der Schweiz und in andere Länder. Danach war er lange Zeit Gutsbesitzer. Er lebte längere Zeit im (russischen) Königreiche Polen, ehe er seit 1865 Rentner in Bromberg war.
Magdzinski gehörte zahlreichen wissenschaftlichen und anderen Vereinen an. Er war auch Mitglied des Aufsichtsrates der Bromberger Gewerbebank. Er war einer der Führer der polnischen Nationalbewegung in Bromberg.
Dem Preußischen Abgeordnetenhaus gehörte Magdzinski von 1872 bis 1889 an. Mitglied des Reichstages, zeitweise als Vorsitzender der polnischen Fraktion, war er von 1877 bis 1889.